# Back to Beginning
Back to Beginning – drugi album studyjny polskiej rockowej grupy Cochise. Wydawnictwo ukazało 14 maja 2012 roku nakładem wytwórni Mystic Production. Na płycie znalazło się 16 premierowych kompozycji, a także cover utworu Five to One zespołu The Doors.

## Lista utworów
| Nr  | Tytuł utworu                                            | Tekst       | Muzyka    | Długość |
| --- | ------------------------------------------------------- | ----------- | --------- | ------- |
| 1.  | „Beginning”                                             |             |           |         |
| 2.  | „Under My Streets”                                      |             |           |         |
| 3.  | „Dance”                                                 |             |           |         |
| 4.  | „MLB”                                                   |             |           |         |
| 5.  | „My Crown”                                              |             |           |         |
| 6.  | „Na Hi Es”                                              |             |           |         |
| 7.  | „Undercover”                                            |             |           |         |
| 8.  | „521” (cover The Doors)                                 | The Doors   | The Doors |         |
| 9.  | „Surrender”                                             |             |           |         |
| 10. | „Whispers”                                              |             |           |         |
| 11. | „From Water”                                            |             |           |         |
| 12. | „Get Born”                                              |             |           |         |
| 13. | „Shotgun 9”                                             |             |           |         |
| 14. | „My Way”                                                |             |           |         |
| 15. | „Unforgettable”                                         |             |           |         |
| 16. | „“Kill the Indian, Save the Man”” (feat. Ania Jasińska) | Annie Smith |           |         |
| 17. | „Down Below”                                            |             |           |         |

## Twórcy
| Zespół Cochise w składzie - Paweł Małaszyński – śpiew - Wojciech Napora – gitara - Radosław Jasiński – gitara basowa - Cezary Mielko – perkusja | Inni - Daniel Baranowski – producent - Basia Witkowska – projekt okładki - André Kozimor – skład graficzny płyty - Joanna Chitruszko – skład graficzny płyty |